# Pallacanestro Virtus Roma 1980-1981
Formazione della Pallacanestro Virtus Roma 1980-1981.
1980/81
|  | Italia (bandiera)      | Carlo Arte         |
|  | Italia (bandiera)      | Massimo Bini       |
|  | Italia (bandiera)      | Roberto Castellano |
|  | Stati Uniti (bandiera) | Mike Davis         |
|  | Italia (bandiera)      | Giuseppe Grimaldi  |
|  | Stati Uniti (bandiera) | Phil Hicks         |
|  | Italia (bandiera)      | Giovanni Papitto   |
|  | Italia (bandiera)      | Fulvio Polesello   |
|  | Italia (bandiera)      | Sauro Rossetti     |
|  | Italia (bandiera)      | Paolo Salvaggi     |
|  | Italia (bandiera)      | Maurizio Tomassi   |

- Allenatore: Nello Paratore
- Presidente: Giuseppe Mazzarella